# Чималтенанго (департамент)
Чималтенанго (на испански: Chimaltenango) е един от 22-та департамента на Гватемала. Столицата на департамента е едноименния град Чималтенанго. Чималтенанго е с население от 704 400 жители (по изчисления от юни 2016 г.).

## Общини
Департамент Чималтенанго е разделен на 16 общини някои от които са:
1. Акатенанго
2. Йепокапа
3. Комалапа
4. Парамос
5. Патсун
6. Санта Аполония
7. Чималтенанго